# 梅日里奇 (羅夫諾州)
50°18′4″N 26°28′30″E / 50.30111°N 26.47500°E

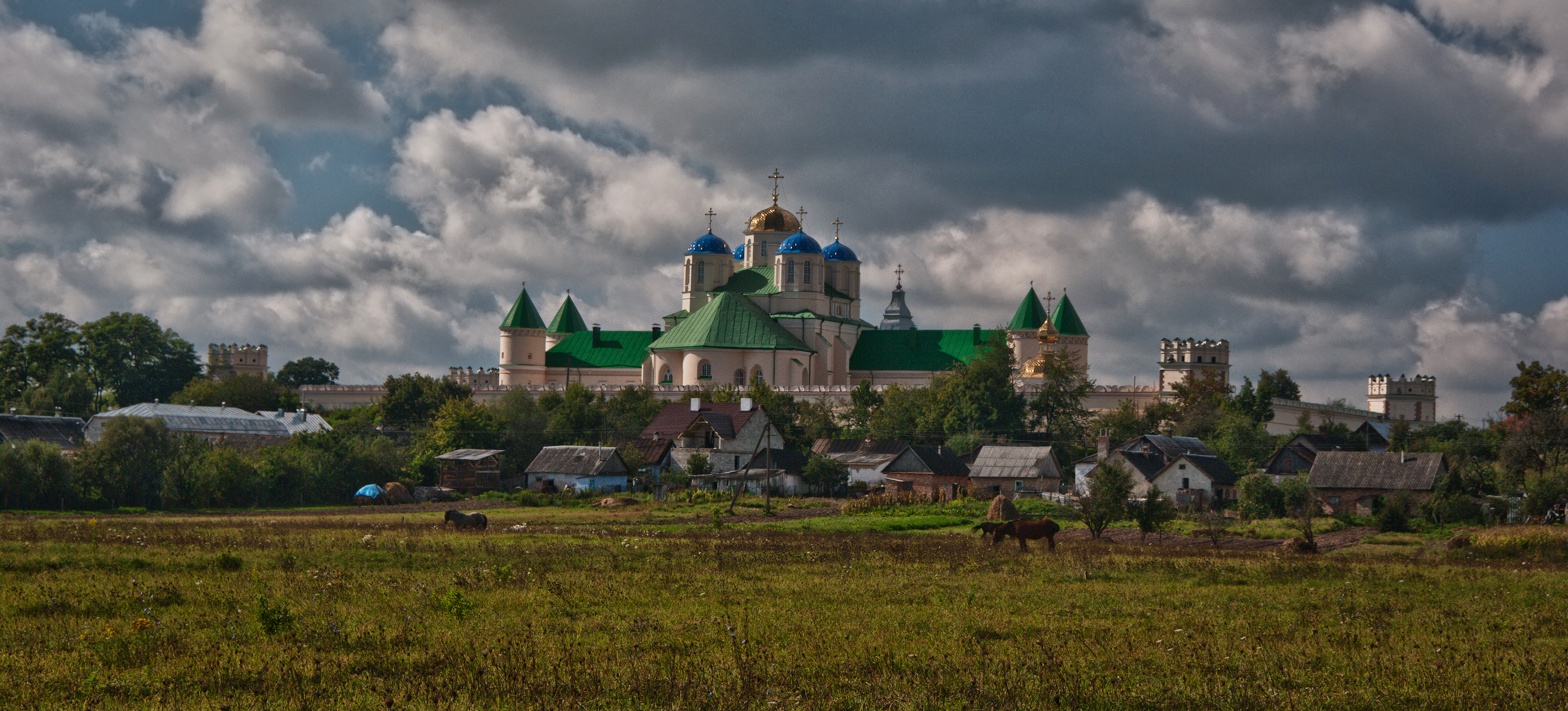
教堂

梅日里奇（羅馬化：Mezhyrich），是烏克蘭的村落，位於該國西北部羅夫諾州，由羅夫諾區奥斯特罗赫市镇負責管轄，始建於1396年，面積2.398平方公里，海拔高度200米，2001年人口1,490。